# Nidularium
Nidularium là một chi thực vật có hoa trong họ Bromeliaceae.

## Hình ảnh

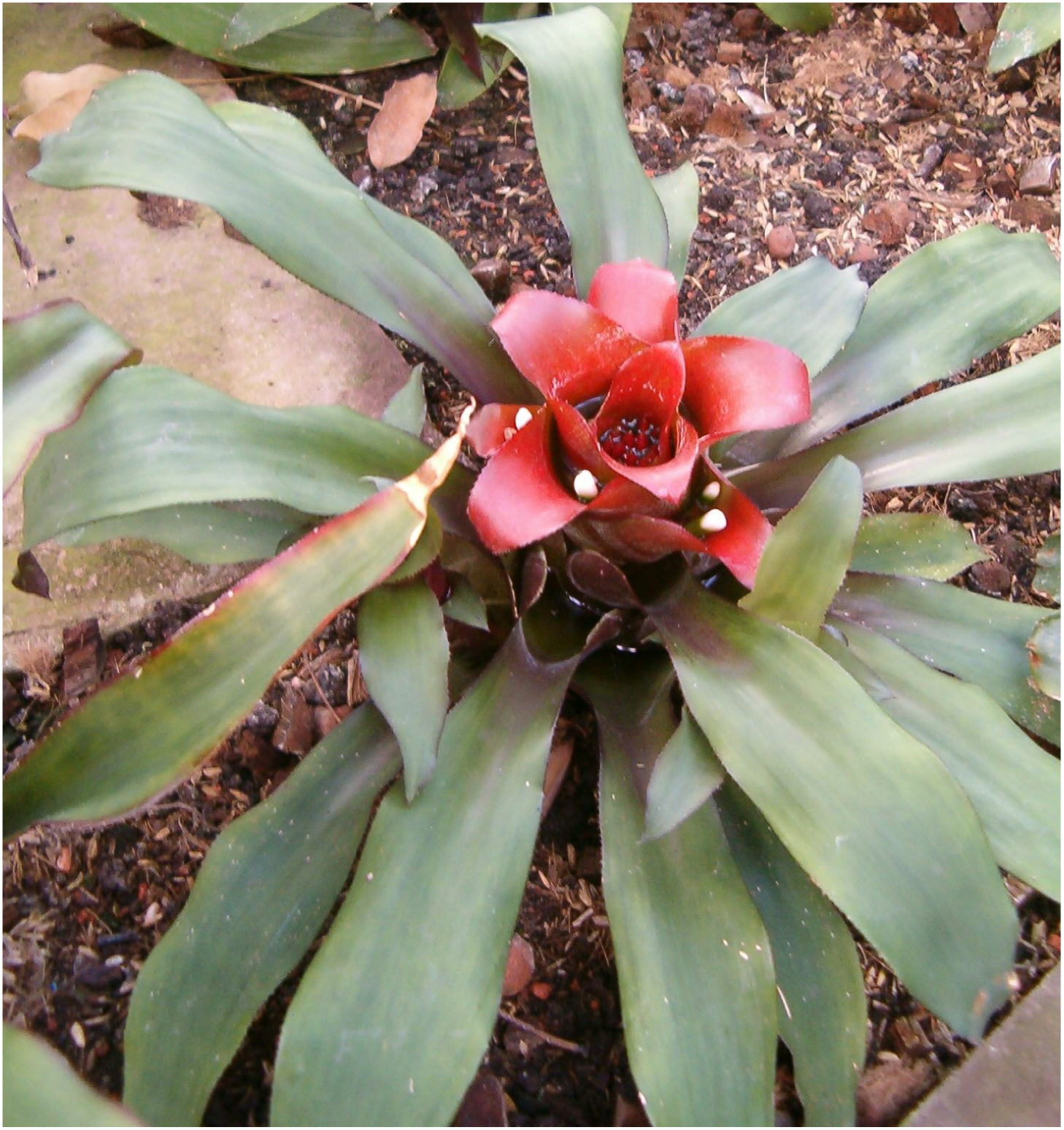
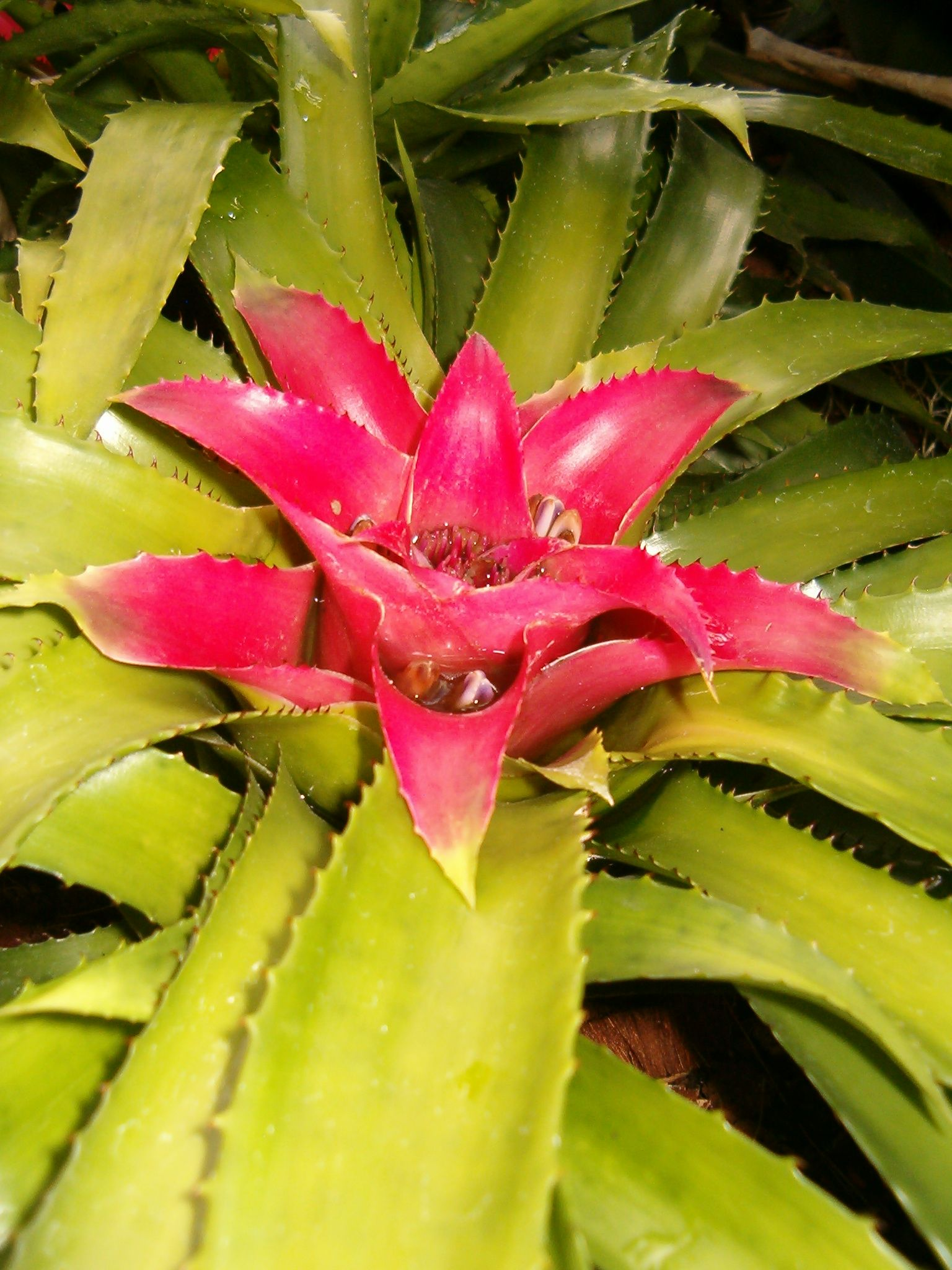
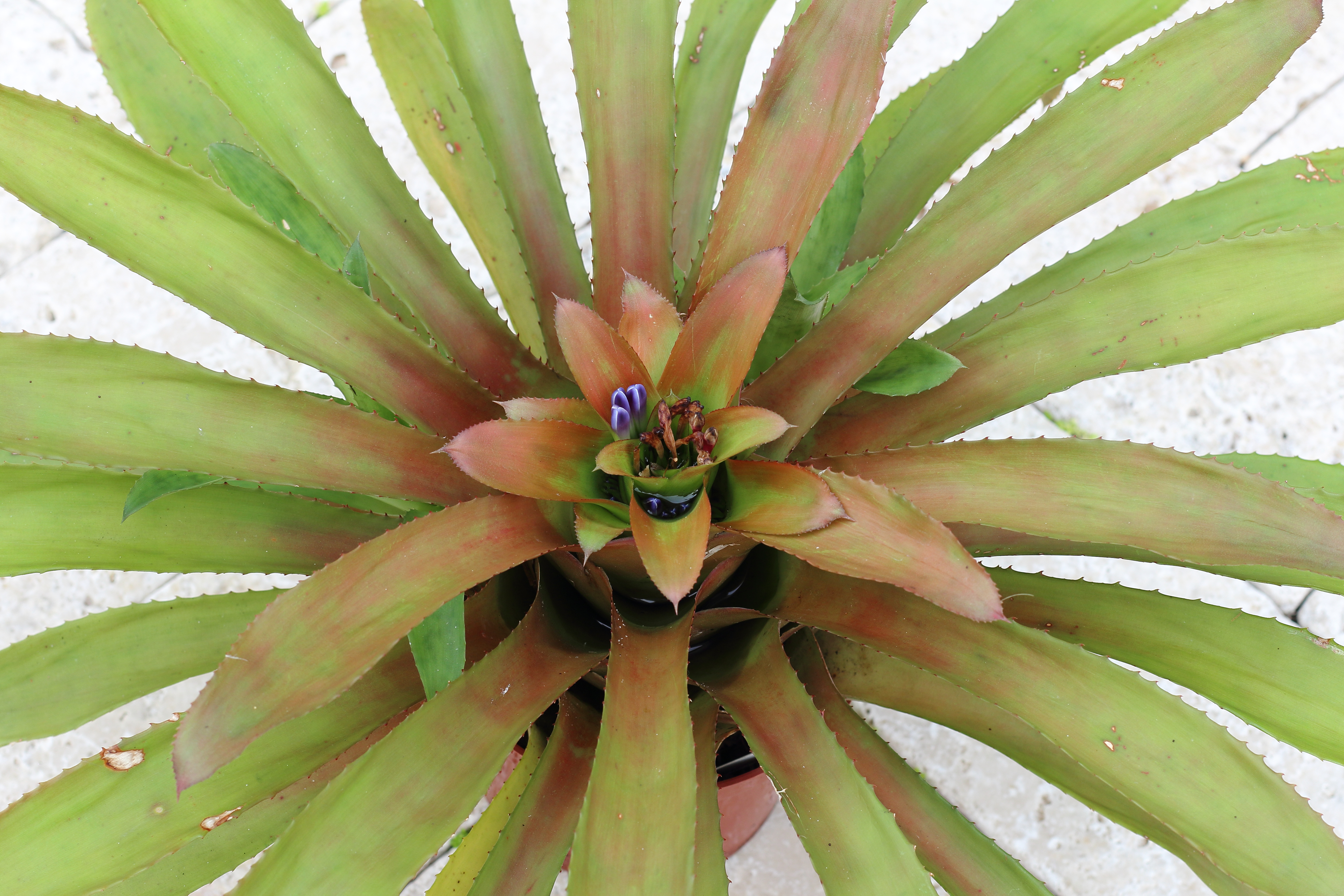